# Dag Ringsson
Dag Ringsson (Oldnordisk: Dagr Hringsson) (levede i det 11. århundrede) var del af Olav den Helliges hær ved Slaget ved Stiklestad.
Ringsson var søn af Ring Haraldsson og ifølge Snorri nedstammende fra den tidligere norske kong Harald Hårfager og hans kone Åshild Ringsdatter.
Familien havde slået sig ned i Sverige hvor Dag var en adelsmand ved den svenske konges hof, da Olav den Hellige formåede at overtale ham og hans mænd til at slutte sig til Olavs fejlslagne projekt om at generobre Norge. Efter at Olav den Hellige var faldet i slaget ved Slaget ved Stiklestad overtog Dag ledelsen af kongens styrker indtil han med sine mænd flygtede tilbage til Sverige.